# Rama (vaisseau spatial)
Pour les articles homonymes, voir Rama.

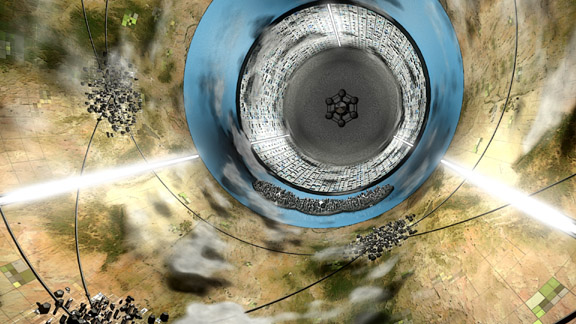
Vue d'artiste de l'intérieur de Rama.

Rama est le vaisseau spatial extraterrestre en forme de cylindre géant dans le roman de science-fiction Rendez-vous avec Rama, d'Arthur C. Clarke.
Arthur C. Clarke, qui a vécu plusieurs décennies au Sri Lanka, s'est inspiré du nom de la divinité hindoue Rāma pour développer l'histoire de ce vaisseau contenant une biosphère auto-entretenue.

## Description
Rama est un cylindre parfait, de type cylindre O'Neill, d'environ 50 km de longueur et 20 km de diamètre extérieur, d'un « gris triste et terne », ressemblant « assez drôlement à n'importe quel chauffe-eau électrique. »
La trajectoire des premières caméras de reconnaissances permettent de déterminer rapidement que la masse du cylindre (d'au moins « dix mille milliards de tonnes ») est trop faible pour que ce dernier soit plein.
Sur la face extérieure nord, trois pylônes d'environ 10 m d'épaisseur en forme de triangle équilatéral autour du point central de cette face permettent au vaisseau de s'amarrer lors du rendez-vous.
La trajectoire de Rama croise le système solaire. D'abord hors du système, le vaisseau s'approche rapidement du Soleil.
L'intérieur de Rama est divisé en deux portions : les demi-cylindres nord et sud, séparés par la mer cylindrique, une étendue d'eau qui couvre toute la circonférence sur approximativement 10 km de large. Aux deux extrémités se trouvent des demi-sphères, appelées hémisphères nord et sud. L'hémisphère sud, à l'opposé d'où se pose le vaisseau, possède un pic qui suit l'axe sur plusieurs kilomètres, entouré de six plus petits pics. Dans l'hémisphère nord, trois escaliers, baptisés Alpha, Bêta et Gamma par les premiers explorateurs, sont espacés de 120° et permettent de passer du moyeu central, où la gravité est nulle, à la surface du demi-cylindre nord, où la gravité atteint environ la moitié de la gravité terrestre (le tiers à certains endroits), en raison de la rotation du cylindre (d'environ un tour toutes les quatre minutes).
Au cœur de la mer cylindrique se trouve une île ovale d'environ 10 km de long par 3 km de large, baptisée New York. Six autres « villes » se trouvent dans Rama : Paris, Londres, Rome et Moscou dans le demi-cylindre nord, et Pékin et Tokyo dans l'autre. Six « soleils » linéaires, disposés symétriquement sur le pourtour de la paroi interne, permettent d'éclairer l'ensemble du cylindre. Chaque « soleil » est en fait une longue tranchée qui éclaire la plaine du côté opposé.

## La physique de Rama
Arthur C. Clarke est réputé pour la précision scientifique de ses romans. Rama étant un vaisseau de type cylindre O'Neill, en rotation sur lui même, cela permet de calculer différents paramètres physiques et de vérifier leur adéquation avec le récit.

### La gravité
Rama est un cylindre dont la cavité intérieure fait 50 km de long, et 16 km de diamètre. Elle est en rotation régulière autour d'un axe central au cylindre, réalisant un tour complet toutes les quatre minutes. Cette dynamique permet d'établir une gravité artificielle sur les parois internes du cylindre par force centrifuge, dont l'expression est :
{\displaystyle a={\frac {v^{2}}{R}}\;.}
La circonférence interne du cylindre est de {\displaystyle \pi *D} = 3.1416 * 16 = 50.27 km, distance parcourue en 4 minutes, ce qui donne une vitesse de 754 km/h soit 209,44 m/s. En substituant ces valeurs dans la formule permettant de calculer l'accélération centrifuge, cela donne une accélération de 5,46 m/s2 soit une gravité de 0,56 g, soit un peu plus de la moitié de la gravité terrestre.

### La pression de l'air
La pression atmosphérique de l'air contenu dans le cylindre, contenant de l'oxygène, n'est pas uniforme : l'air tourne avec le cylindre, tout comme l'atmosphère de la Terre tourne avec celle-ci, car ses molécules subissent des forces de friction avec la surface et entre elles. Si ce n'était pas le cas, la surface interne du cylindre serait balayée par des vents de 754 km/h ! Elles subissent donc aussi une force centrifuge, et ont tendance à migrer vers les bords : la pression près de la surface est supérieure à la pression au centre du cylindre. La gravité artificielle donne sur ce point des effets similaires à ceux de la gravité terrestre, où l'atmosphère est également plus dense au sol et décroit avec l'altitude.
Le livre donne une pression de 30 kPa à une altitude de 2 km de la surface. Pour rappel, la pression atmosphérique terrestre au niveau de la mer est de 101 kPa. Muni de l'information de la pression de l'air à 2 km, et en prenant des hypothèses sur sa composition, il est possible de reconstituer la pression au sol, et sa formule du nivellement barométrique.
La pression {\displaystyle P} d'un gaz est liée à sa densité {\displaystyle \rho } par la formule : {\displaystyle P=c^{2}\rho }, avec c la vitesse du son dans ce gaz, d'où le gradient :
{\displaystyle {\frac {\partial P}{\partial r}}=c^{2}{\frac {\partial \rho }{\partial r}}}
Le gradient de pression peut être lié à l'accélération centrifuge {\displaystyle a_{c}} et la vitesse de rotation {\displaystyle \omega } par la formule, :
{\displaystyle {\frac {1}{\rho }}{\frac {\partial P}{\partial r}}=a_{c}=\omega ^{2}r}
En intégrant, on obtient :
{\displaystyle P=P_{0}\exp({{\frac {\omega ^{2}}{2c^{2}}}r^{2}})}.
En prenant une vitesse du son {\displaystyle c} similaire à celle de l'atmosphère terrestre (300 m/s), et le taux de rotation de un tour toutes les quatre minutes, en extrapolant à partir de la pression à 2 000 m, on obtient une pression au sol de 37 kPa (un peu plus d'un tiers de la pression de l'atmosphère terrestre)  et au centre du cylindre (à 8000 m) de 29 kPa.